# Berliner Lacrosse Verein
| Vollständiger Name | Berliner Lacrosse Verein e. V.           |
| Spitzname          | Blax                                     |
| Homepage           | www.blax.de                              |
| Gründungsjahr      | 1993                                     |
| Vereinsfarben      | Rot-Weiß                                 |
| Liga               | 1. BL Nord-Ost                           |
| Stadion            | Hans-Rosenthal-Sportanlage, Kühler Weg 6 |
| Mitgliedszahl      | ca. 130 (2014)                           |

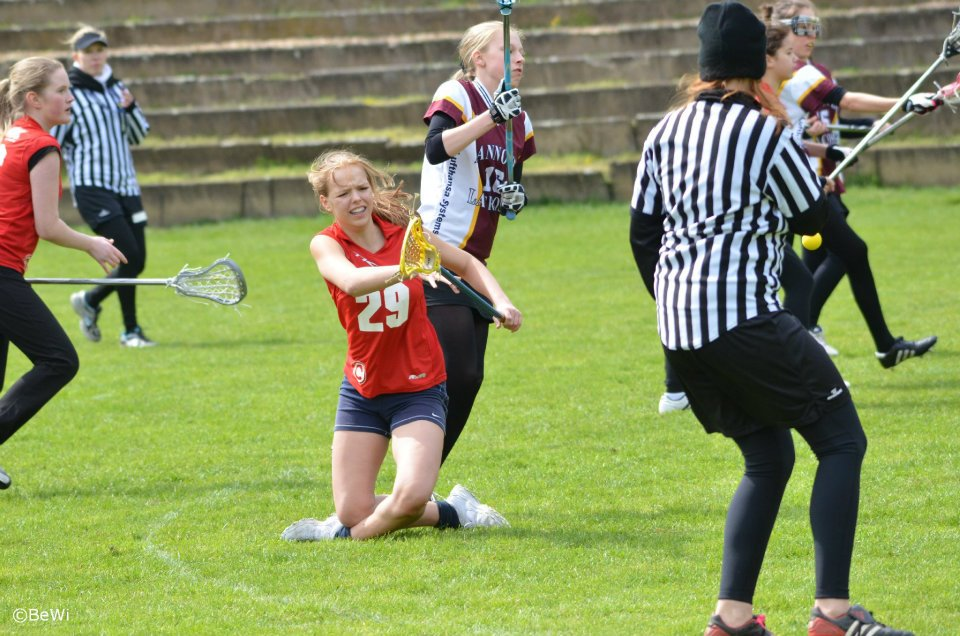
Spielszene BLAX gegen Hannover Lacrosse 2012

Der Berliner Lacrosse Verein (BLAX) wurde 1993 als erster Lacrosse-Verein Deutschlands von zwei ehemaligen Austauschschülern gegründet. Beide hatten das nordamerikanische Spiel während ihres Austausches kennengelernt und wollten den Sport auch weiterhin betreiben. Die zwei Herrenmannschaften sind Mitglied der Bundesliga Ost. Die Damenmannschaft ist erfolgreiches Mitglied der Bundesliga Nord.
Der Berliner Lacrosse Verein ist der Veranstalter der jährlich ausgetragenen Berlin Open, eines der größten Lacrosseturniere in Europa. Im Jahr 2008 fand das europäische Traditionsturnier vom 20.–22. Juni auf dem Maifeld am Olympiastadion Berlin statt.
Der Verein ist mehrfacher Deutscher Meister bei den Herren und den Damen und hat zurzeit (2014) circa 130 Mitglieder. Er hat in der Vergangenheit mehrere Nationalspieler gestellt.
Seit 2008 ist der Berliner Lacrosse Verein Teil des SC Charlottenburg. 2009 wurde die Herrenmannschaft zum fünften Mal deutscher Meister.